# شجرة الزيتون في فوف

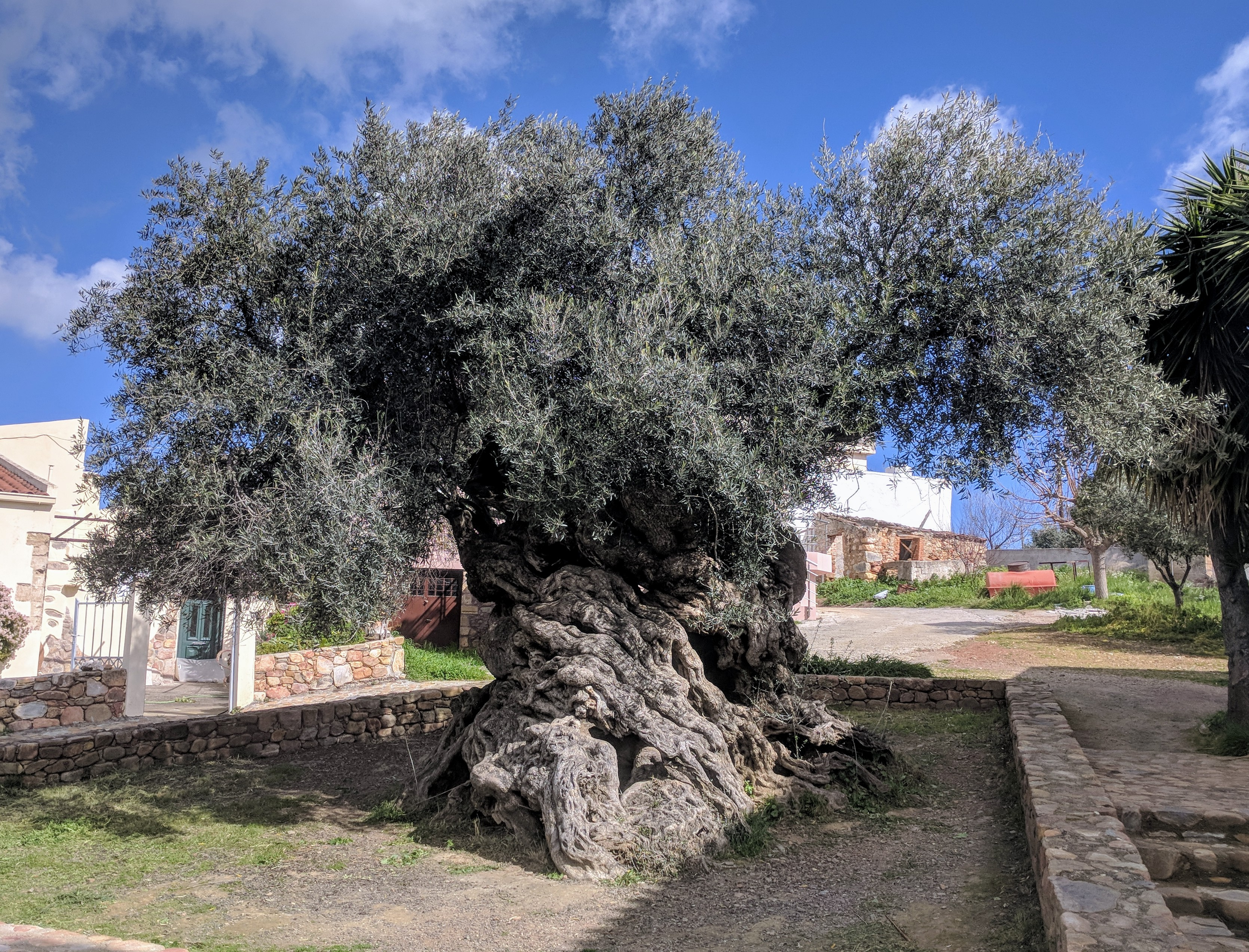
شجرة الزيتون المعمرة في قرية فوف بجزيرة تكريت باليونان

شجرة الزيتون في فوف تعتبر من أقدم اشجار الزيتون في العالم،تقع في كريت اليونان، في قرية Ano Vouves، ولا تزال تنتج الزيتون حتى اليوم.

## عمر الشجرة

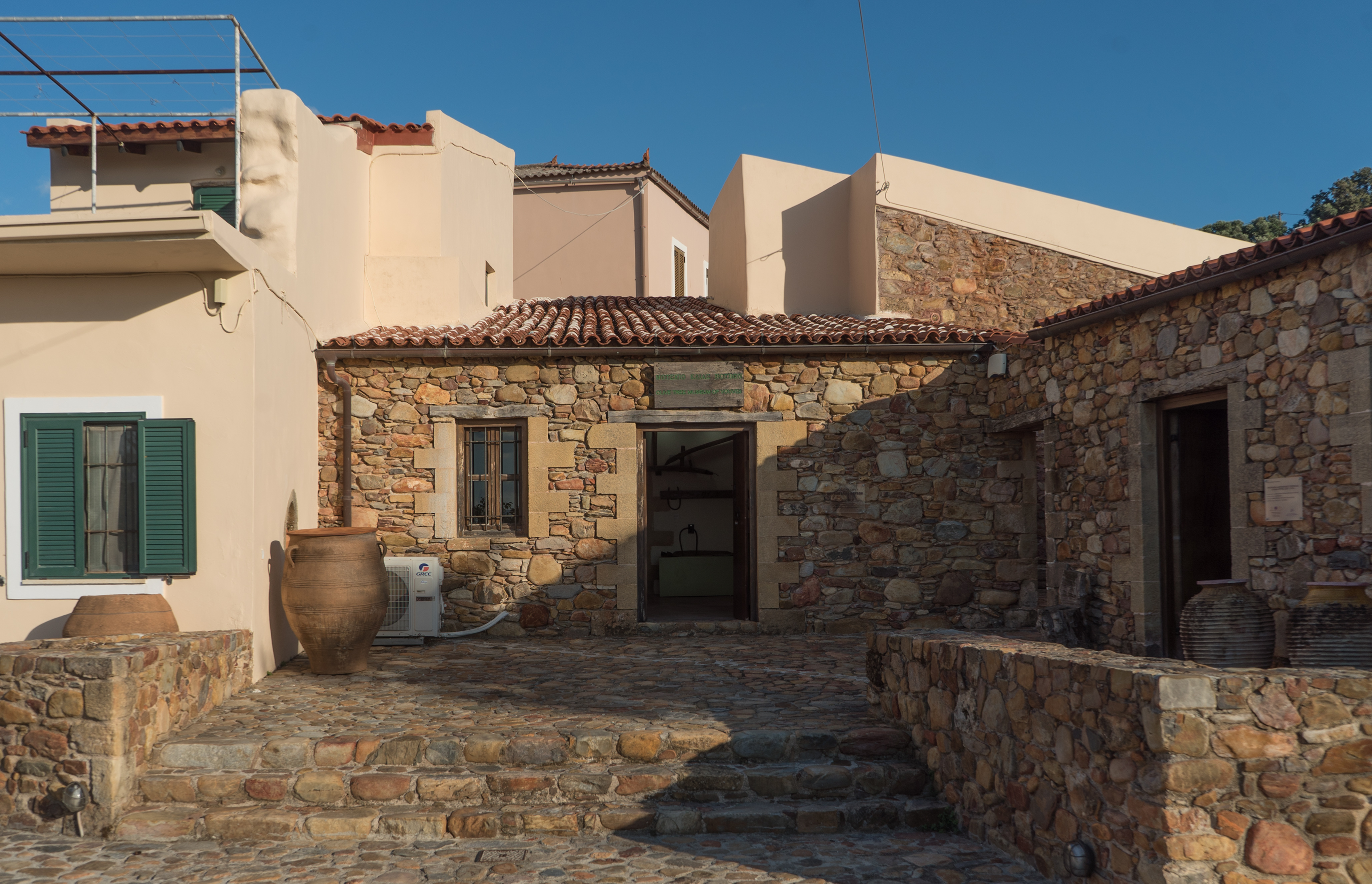
متحف شجرة الزيتون في فوف

لا يمكن تحديد العمر الدقيق للشجرة، في حين أظهر تحليل حلقات الشجرة أن عمر الشجرة لا يقل عن 2000 سنة، وعلى الطرف الآخر من المقياس، قدّر علماء من جامعة كريت أن عمرها حوالي 4000 سنة، تشير الأبحاث الحالية في جزيرة كريت والخارج إلى أن التقديرات السابقة لعمر أشجار الزيتون يجب مناقشتها بقدر دقتها، لا توجد حتى الآن طريقة علمية متفق عليها لتحديد عمر أشجار الزيتون.

## الإنتاج
لا تزال الشجرة منتجة حتى يومنا هذا، حيث تم تطعيمها بالصنف "تسوناتي"، يبلغ محيط الجذع 12.5 مترًا، وقطره 4.6 مترًا.

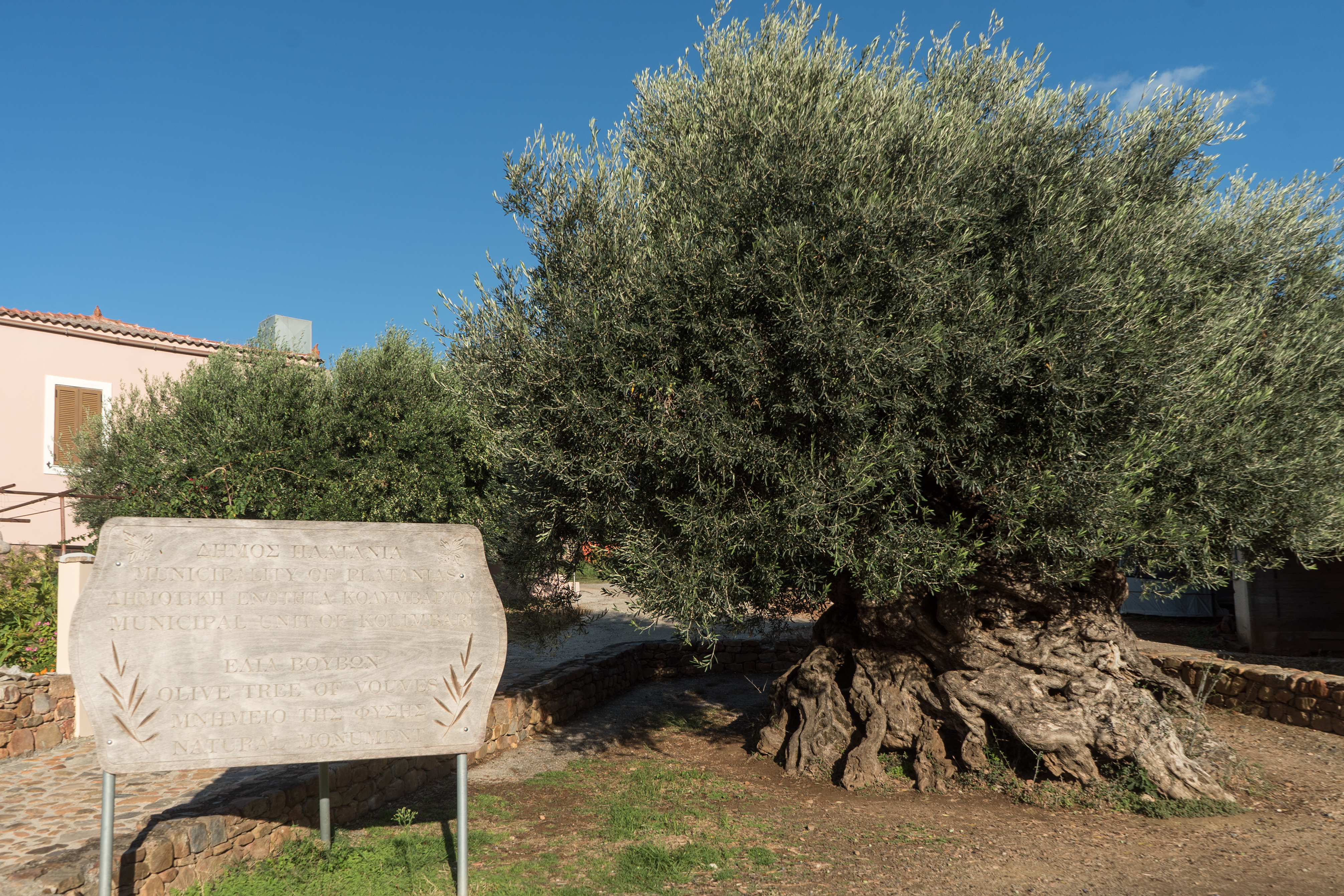
صورة من شجرة الزيتون في فوف

في عام 1997، تم إعلان الشجرة كنصب تذكاري طبيعي محمي، وفي أكتوبر 2009، تم إفتتاح متحف شجرة الزيتون في فوف بمنزل قريب يعود تاريخه إلى القرن التاسع عشر، ويعرض الأدوات التقليدية وعملية زراعة الزيتون، تم استخدام فروع الشجرة لنسج الفائزين في أولمبياد أثينا 2004 وأولمبياد بكين 2008 .